# Метод миттєвого підливання
Метод миттєвого підливання (рос. метод мгновенного подливания; англ. method of instantaneous flooding; нім. Methode f der momentanen Flüssigkeitszuführung) — один із експрес-методів дослідження простоюючих нафтових (водяних) свердловин, який застосовується тільки для «непереливних» свердловин, суть якого в тому, що у свердловині з усталеним (статичним) рівнем тим чи іншим способом проводиться різке підвищення цього рівня на декілька метрів, а потім ведуться спостереження за його зниженням у часі до початкового положення.